# Zorocrates mistus
Zorocrates mistus es una especie de araña del género Zorocrates, familia Zoropsidae. Fue descrita científicamente por O. P.-Cambridge en 1896.
Habita en México.